# 古利沃伊爾公園 (印地安納州)
古利沃伊爾公園（英語：Gulivoire Park）是位於美國印地安納州聖約瑟夫縣的一個人口普查指定地區。

## 人口
根據2010年美國人口普查的數據，古利沃伊爾公園的面積為3.50平方千米，當中陸地面積為3.50平方千米，而水域面積為0.00平方千米。當地共有人口2974人，而人口密度為每平方千米849.71人。